# Euchresta
Euchresta je rod dvouděložných rostlin z čeledi bobovité a jediný rod tribu Euchresteae. Zahrnuje 4 druhy keřů se zpeřenými listy a motýlovitými květy, rozšířené pouze v Asii.

## Popis
Zástupci rodu Euchresta jsou keře se střídavými lichozpeřenými listy složenými ze 3 až 7 lístků. Palisty jsou drobné a opadavé. Květy jsou uspořádané v jednoduchém hroznu. Kalich je zvonkovitý až trubkovitý, zakončený 5 zuby. Pavéza je úzká, delší než člunek a křídla, křídla jsou podlouhlá, mírně zahnutá, na vrcholu tupá a na bázi dlouze nehetnatá, člunek je tvarově podobný křídlům. Tyčinek je 10 a jsou dvoubratré (9+1). Semeník je stopkatý, obsahuje 1 nebo 2 vajíčka a nese nitkovitou čnělku zakončenou drobnou hlavatou bliznou. Plody připomínají peckovici, jsou nepukavé, jednosemenné, vejcovité nebo eliptické, modrofialové.

## Rozšíření
Rod Euchresta zahrnuje 4 druhy. Je rozšířen od Indie a Číny po Japonsko a Jihovýchodní Asii. Nejrozsáhlejší areál rozšíření má druh Euchresta horsfieldii. Zástupci rodu Euchresta rostou zejména ve stálezelených širokolistých lesích na vápencových podkladech.

## Taxonomie
V minulosti byl rod Euchresta řazen do tribu Dalbergieae, od roku 1973 je řazen do samostatného tribu Euchresteae. Výsledky fylogenetických studií ukazují, že rod Euchresta je blízce příbuzný rodu Sophora a v budoucnosti s ním bude možná spojen.